# Massacro di Halamish
Il massacro di Halamish fu un attacco terroristico contro una famiglia ebrea nell'insediamento israeliano di Halamish in Cisgiordania (noto anche come Neve Tzuf), avvenuto il 21 luglio 2017, in cui 3 israeliani furono accoltellati a morte e uno gravemente ferito. Le vittime dell'attentato furono il 70enne Yosef Salomon, sua figlia 46enne Chaya e suo figlio 36enne Elad, mentre Tova Salomon, la moglie 68enne di Yosef, fu ferita ma sopravvisse. La moglie di Elad e i suoi 3 figli che erano al piano di sotto fuggirono al piano di sopra e si barricarono in una stanza con due neonati.
L'attentatore, Omar al-Abed, un diciannovenne palestinese del vicino villaggio di Kobar, fu colpito da un colpo di arma da fuoco da un vicino, fu arrestato e condannato a 4 ergastoli e al risarcimento per le vittime. In seguito si scoprì che si identificava con Hamas e che era stato precedentemente arrestato diverse volte dalle forze di sicurezza palestinesi.
Nel maggio 2018, il Ministero della difesa israeliano ha stimato che l'attentatore (che aveva già ricevuto l'equivalente di 3.370 dollari statunitensi per aver compiuto il massacro), avrebbe ricevuto 3,5 milioni di dollari in pagamenti dall'Autorità Nazionale Palestinese entro il raggiungimento degli 80 anni (vedi Fondo dei Martiri). La casa dell'attentatore fu demolita dalle IDF la notte del 16 agosto 2017.
Israele, l'allora segretario generale delle Nazioni Unite António Guterres e quello della coalizione di opposizione in Giordania Mudar Zahran condannarono il massacro, mentre Hamas lo definì "eroico" in un tweet.